# Jack Cameron
John Archibald „Jack” Cameron (ur. 3 grudnia 1900 w Ottawie zm. 29 listopada 1981 w Danville) – kanadyjski hokeista.
Cameron był członkiem drużyny Toronto Granites, która wygrała złoty medal dla Kanady podczas Zimowych Igrzysk Olimpijskich w 1924 roku. Występował na pozycji bramkarza.